# Christian Escoudé

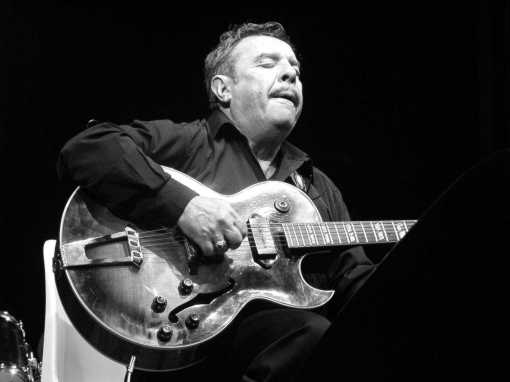
Christian Escoudé (2002)

Christian Escoudé (* 23. September 1947 in Angoulême; † 13. Mai 2024 in Soyaux) war ein französischer Jazzgitarrist.

## Leben und Wirken
Escoudé wurde durch seinen Vater und seinen Onkel Gusti Malha, dem er später das Album Gousti widmete, in die Tradition der Zigeunermusik eingeführt. Seine musikalischen Vorbilder waren neben Django Reinhardt auch Charlie Parker, Erroll Garner und Coleman Hawkins, die er im Rundfunk hörte. Als Heranwachsender spielte er in einer amerikanischen Kapelle in den US-Soldatenclubs bei Angoulême, wo er die Klassiker der amerikanischen Unterhaltungsmusik und Jazzstandards kennenlernte.
Von 1968 bis 1971 war er Mitglied des Orchesters von Aimé Barelli in Monte Carlo. Danach ging er nach Paris, wo er mit der Jazzmusik in Berührung kam und mit Musikern wie Eddy Louiss, Bernard Lubat, Steve Potts, Gus Nemeth, Christian Lété, Didier Levallet, Michel Portal, Martial Solal und Slide Hampton arbeitete. Er trat im Quartett mit Michel Graillier, Aldo Romano und Alby Cullaz (später Jean-François Jenny-Clark) und mit dem Cellisten Jean-Charles Capon auf.
In der Folge trat er bei mehreren Jazzfestivals auf: so 1978 beim Festival von Nizza, wo er u. a. mit Stan Getz, Bill Evans, Philly Joe Jones, Freddie Hubbard, Lee Konitz, Shelly Manne und Elvin Jones spielte und 1979 in Dakar mit René Urtreger, Pierre Michelot und Daniel Humair.
1980 unternahm er eine Welttournee mit John McLaughlin. 1981 trat er dem Orchester von Martial Solal bei und gründete mit Olivier Hutman, Nicolas Fiszman und Jean-My Truong sein erstes eigenes Quartett (in dem später Fiszman und Truong durch Jean-Marc Jaffé und Tony Rabeson ersetzt wurden). 1983 gründete er ein Duo mit Didier Lockwood und 1985 sein erstes Trio Gitan mit Boulou Ferré und Babik Reinhardt, dem Sohn Django Reinhardts, den später David Reinhardt ersetzte. 1988 spielte er im Quartett mit Jean-Michel Pilc und den Brüdern François und Louis Moutin und im Oktett mit Paul Challain Ferret, Jimmy Gourley, Frédéric Sylvestre, Marcel Azzola, Vincent Courtois, Alby Cullaz und Billy Hart.
1990 trat Escoudé in New York City mit Pierre Michelot, Hank Jones und Kenny Washington auf. 1992 gründete er mit Paul Challain Ferret und Frédéric Sylvestre sein zweites Trio Gitan, mit dem er das Album Holidays einspielte. 1998 erschien das Album A Suite for Gypsie, dessen Musik eine Fusion von Jazz und Rock darstellt. 2003 gründete Escoude eine siebzehnköpfige Big Band, 2004 das Nouveau Trio Gitan. Im Jahr 2005 spielte er mit Marcel Azzola das Album Ma ya. Ya ein.
1976 wurde Escoudé mit dem Prix Django Reinhardt ausgezeichnet. 2008 erhielt er den Django d’Or und 2022 einen Victoire du Jazz d’Honneur für seine Karriere.

## Diskographische Hinweise
- Gypsy Waltz (1989)
- Plays Django (1991)
- Cookin’ in Hell’s Kitchen (1995)
- Swing Strings System (2004)
- Charentes (2006)
- Live at Duc des Lombards (2006)
- Holidays (2007)
- Joue Brassens: Au bois de mon cœur (2011)